# Jean Pierre Joseph Bruguière
Jean Pierre Joseph Bruguière, genannt Bruyère (* 22. Juni 1772 in Sommières, Département Gard; † 5. Juni 1813 in Görlitz, Sachsen) war ein französischer Général de division.

## Leben
Bruguière war ein Sohn des Militärarztes (Armée d’Italie) Jean-Justin Bruguière und dessen Ehefrau Marguerite Niel. Auf Wunsch des Vaters sollte sein Sohn ebenfalls eine medizinische Laufbahn einschlagen. Er begann deshalb 1786 seine Studien im Krankenhaus von Bastia auf Sardinien.
Da sich Bruguière eine Karriere als Mediziner nicht vorstellen konnte, gab er seine Studien auf und schloss sich im Februar 1794 den napoleonischen Truppen der Armée d’Italie an.
Er nahm am Feldzug 1805 nach Österreich und am Russlandfeldzug als Kommandant einer Husarendivsion teil. Er kämpfte 1812 im Verband des I. Kavalleriekorps unter General Nansouty bei Ostrowno und Smolensk. In der Schlacht bei Reichenbach und Markersdorf am 22. Mai 1813 wurde General Bruguière schwer verwundet (eine Kanonenkugel zerschlug beide Beine in Höhe der Kniegelenke) und erlag am 5. Juni desselben Jahres in Görlitz (Sachsen) seinen Verletzungen.
1810 heiratete er Josephine Thérèse Virginie Berthier (1794–1833), eine Tochter von General César Berthier und Nichte von Marschall Louis-Alexandre Berthier. Er hatte mit ihr zwei Kinder. Seine Witwe heiratete 1829 Thomas William Graves den dritten Baron Graves.

## Ehrungen
- 11. Juli 1807 Offizier der Ehrenlegion
- 2. August 1808 Baron de l’Émpire unter dem Namen „Bruyère“
- 14. Juni 1809 Commandeur der Ehrenlegion
- Sein Name findet sich am östlichen Pfeiler (16. Spalte) des Triumphbogens am Place Charles-de-Gaulle (Paris).